# ラッサム

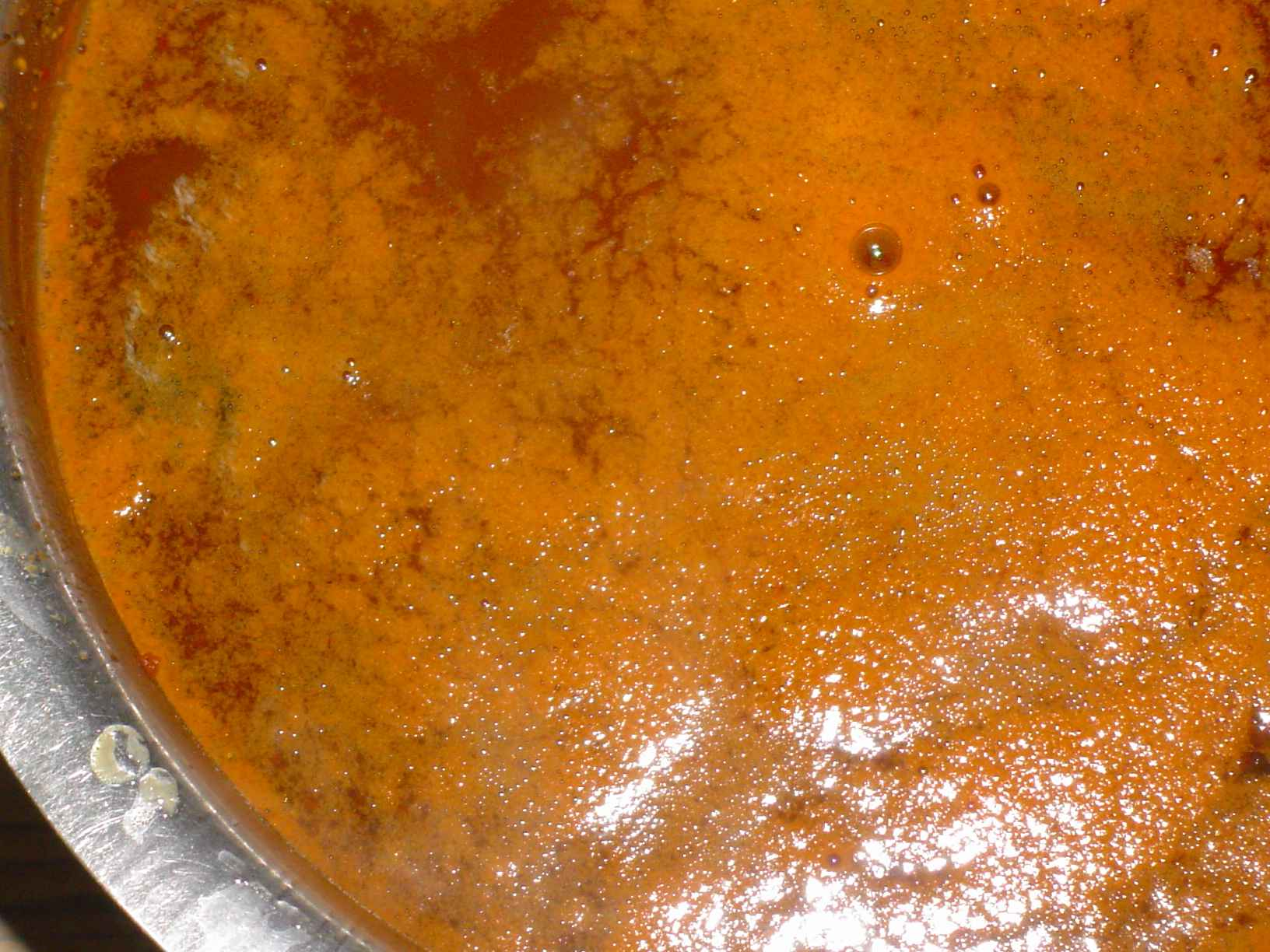
ラッサム

ラッサム(rasam, ரசம்)は、南インドで日常的に飲まれているスープのひとつ。トマト（野菜）、独特のさわやかな酸味を持つタマリンド（果物）などを黒胡椒やニンニクやヒングで味付けして煮たもので、辛味と酸味が強いのが特徴である。タミル語でジュースを意味する。
ミールス（南インドの定食）の形で供されることが多い。飯にかけたり、ティファンと共に口にする。
トマトがメインなら「トマトラッサム」、ショウガを多めに使うと「ジンジャーラッサム」、ニンニクを効かせれば「ガーリックラッサム」となり、パイナップルが入ったパイナップルラッサムやココナッツミルクを加えたココナッツラッサムもある。
ダルを入れてコクを出すラッサムは多いがダルは必須ではなくダルなしのラッサムもスタンダードである。
ラッサムやサンバールなど、いままで知られなかったインドの汁物料理を、「本場インドカレー」と誤解してしまう日本人は多い。インド人自身も外国人に対して「カレー」と紹介してしまっている。詳細はインド料理やカレーの項を参照。